# جیل سنت جان
 جیل سنت جان (انگلیسی: Jill St. John؛ زادهٔ ۱۹ اوت ۱۹۴۰) هنرپیشه اهل ایالات متحده آمریکا است. وی بین سال‌های ۱۹۴۹ تا ۲۰۰۲ میلادی فعالیت می‌کرد.

## بخشی از فیلمشناسی
- بهار رمی خانم استون (۱۹۶۱)
- جنجال در فروشگاه (۱۹۶۳)
- اسکار (۱۹۶۶)
- الماس‌ها ابدی‌اند (۱۹۷۱)
- بازیگر (۱۹۹۲)